# Strategus aloeus
Strategus aloeus là một loài kiến vương. Các con đực đầu đàn của loài này có 3 sứng lớn ơ ngực giống như Triceratops. Con đực nhỏ cũng có sừng tương tự nhưng hai sừng sau nhỏ và sừng trước thi ngắn hơn. Con cái có sừng rất ngắn vì ít sử dụng để chiến đấu mà chỉ dùng nó để đào bới trên mặt đất. Loài này dài khoảng 1-1,5 inch khi trưởng thành không tính sừng của các con đực.

## Hình ảnh

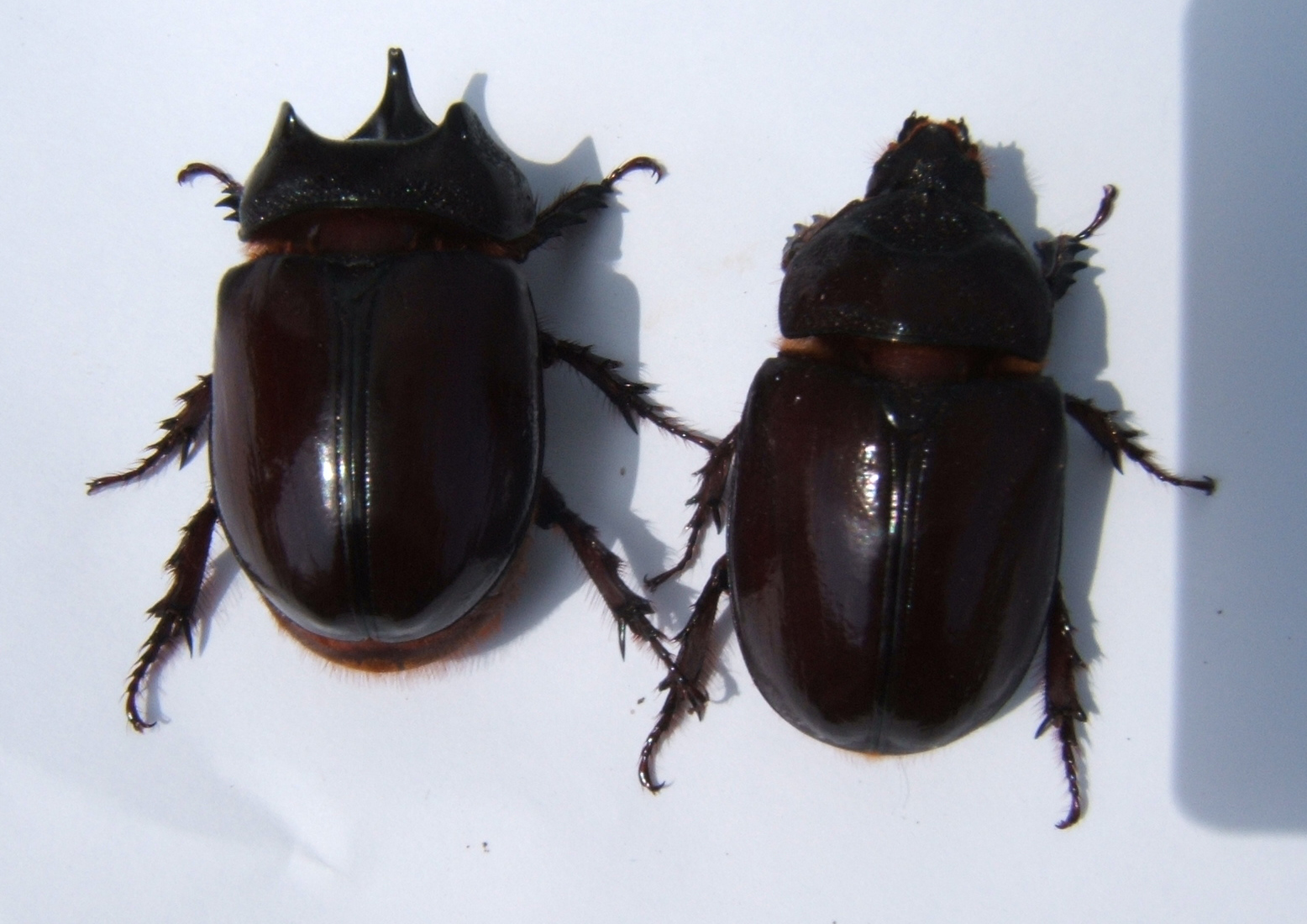
Ox Beetle (male left, female right)
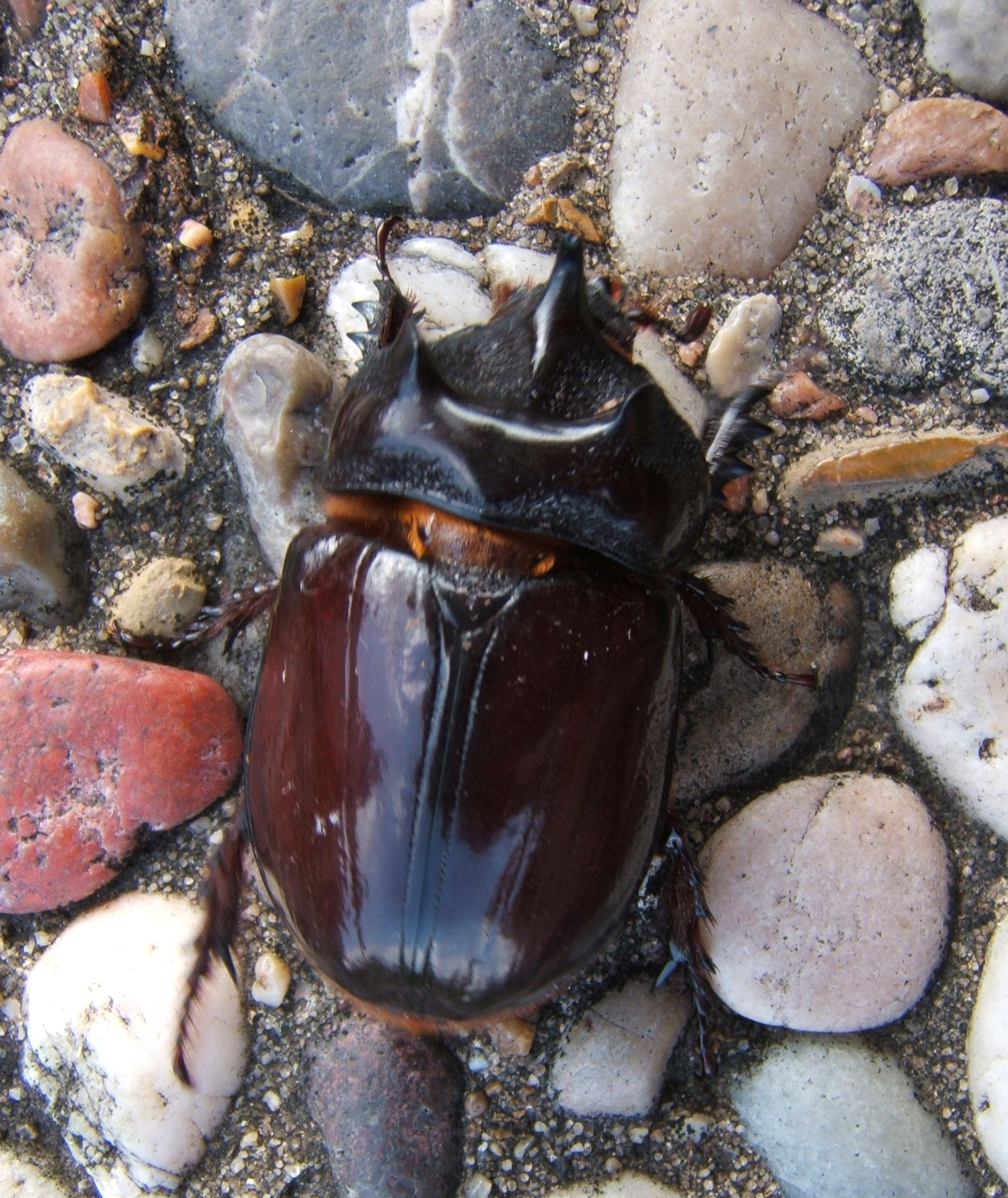
Adult male
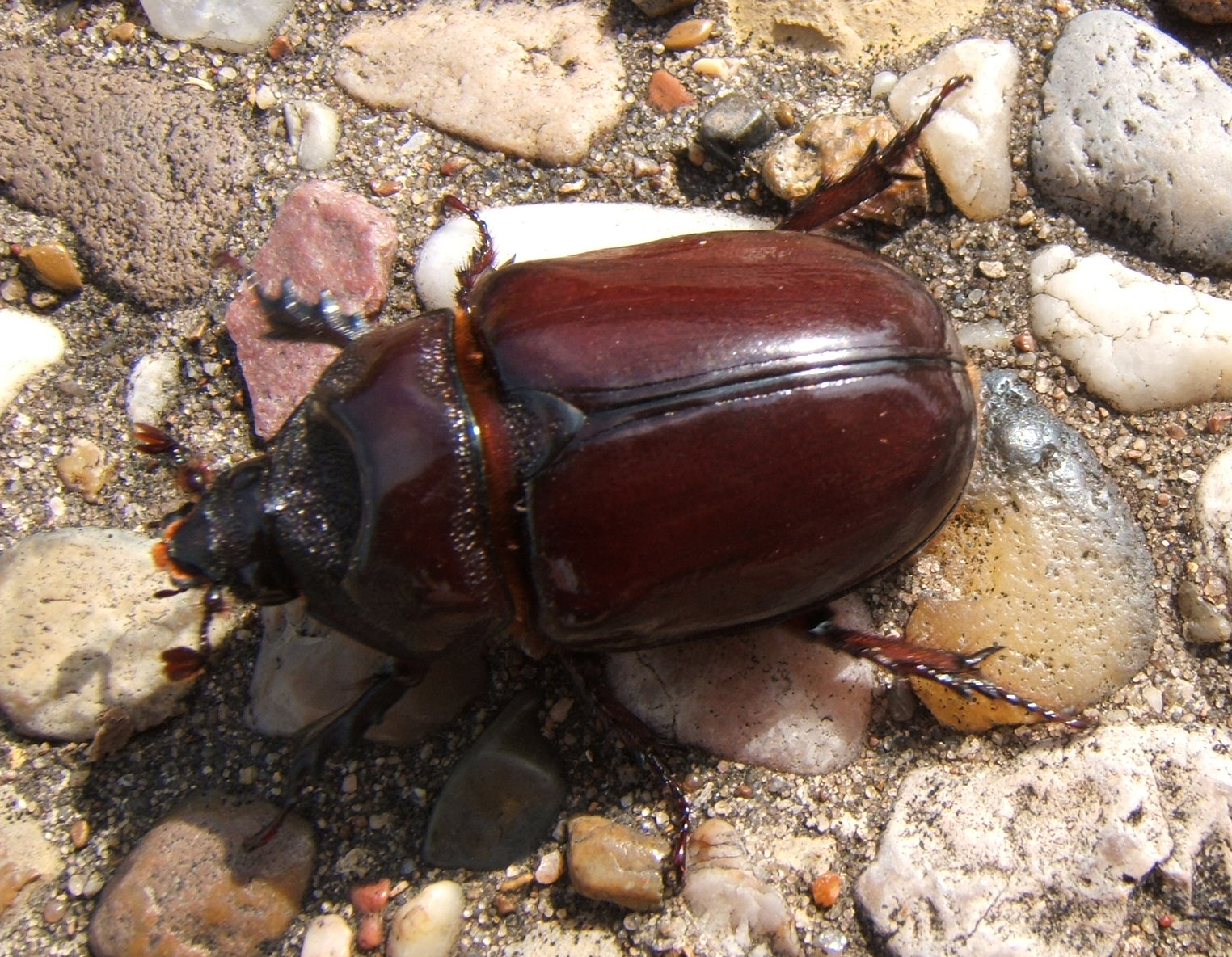
Adult female